# 깎은 큰 십이면체
| Truncated great dodecahedron | Truncated great dodecahedron      |
| ---------------------------- | --------------------------------- |
|                              |                                   |
| 종류                         | 고른 별 다면체                    |
| 원소                         | F = 24, E = 90 V = 60 (χ = −6)    |
| 면의 변 개수                 | 12{5/2}+12{10}                    |
| 위토프 기호                  | 2 5/2 \| 5 2 5/3 \| 5             |
| 대칭군                       | Ih, [5,3], *532                   |
| Index references             | U37, C47, W75                     |
| 쌍대다면체                   | Small stellapentakis dodecahedron |
| 꼭짓점 도형                  | 10.10.5/2                         |
| 바우어 약자                  | Tigid                             |

기하학에서 깎은 큰 십이면체는 U37으로 색인이 된 비볼록 고른 다면체이다. 슐레플리 기호로는 t0,1{5,5/2}이다.

## 관련 다면체
이것은 꼭짓점 배열을 다른 고른 다면체와 공유한다: 비볼록 큰 마름모십이이십면체, 큰 십이이십십이면체, 그리고 큰 마름모이십면체이다; 그리고 6개나 12개의 오각기둥의 고른 결합체이다.
| 비볼록 큰 마름모십이이십면체 | 큰십이이십십이면체        | 큰 마름모십이면체         |
| 깎은 큰 정십이면체           | 오각기둥 여섯 개의 결합체 | 오각기둥 열두 개의 결합체 |

이 다면체는 큰 십이면체를 깎은 다면체이다:
깎은 작은 별모양 십이면체는 정십이면체같이 보이지만 면이 24개다. 깎은 꼭짓점에서 생긴 오각형 12개는 12개의 (깎은 오각성)과 겹친다.
| 이름              | 작은 별모양 십이면체 | 깎은 작은 별모양 십이면체 | 십이십이면체 | 깎은 큰 십이면체 | 큰 십이면체 |
| ----------------- | -------------------- | ------------------------- | ------------ | ---------------- | ----------- |
| 콕서터 다이어그램 |                      |                           |              |                  |             |
| 그림              |                      |                           |              |                  |             |

### 작은 별모양 오방십이면체
틀:고른 쌍대다면체 정보 표
작은 별모양 오방십이면체는 비볼록 면추이 다면체이다. 이것은 깎은 큰 십이면체의 쌍대다면체이다. 이것은 60개의 교차하는 삼각형 면을 가지고 있다.

## 같이 보기
- 고른 다면체의 목록

## 참조
- Wenninger, Magnus (1983), 《Dual Models》, Cambridge University Press, ISBN 978-0-521-54325-5, MR 730208